# Elżbieta Katolik
Elżbieta Skowrońska-Katolik, poljski atletinja, * 9. oktober 1949, Varšava, Poljska, † 28. junij 1983, Sieradz, Poljska.
Nastopila je na poletnih olimpijskih igrah v letih 1972 in 1980, ko je dosegla šesto mesto v štafeti 4x400 m. Na evropskih dvoranskih prvenstvih je v teku na 800 m osvojila naslov prvakinje leta 1974 in dve bronasti medalji ter srebrno medaljo v mešani štafeti.